# Delphine Mantoulet
 (août 2020).
Si vous disposez d'ouvrages ou d'articles de référence ou si vous connaissez des sites web de qualité traitant du thème abordé ici, merci de compléter l'article en donnant les références utiles à sa vérifiabilité et en les liant à la section « Notes et références ».
Delphine Mantoulet, née le 28 novembre 1975, est une musicienne et compositrice française. Elle a notamment composé des musiques pour plusieurs films de Tony Gatlif.

## Biographie
Pianiste de formation, elle est adepte des musiques locales et électroniques. Elle développe sa formation au sein de Swan Island Music de 1998 à 2001 en Angleterre.
Après avoir vécu quelques années à Londres, elle rencontre Tony Gatlif en 2002. Elle collabore alors à plusieurs films du cinéaste en tant que compositrice.
Ces collaborations lui valent notamment deux nominations au César de la meilleure musique originale pour le film Exils en 2004 puis Liberté en 2010. Elle remporte également le Prix de la meilleure musique au festival de Gand 2005.

### Filmographie
Sauf indication contraire, les informations mentionnées dans cette section peuvent être confirmées par les bases de données cinématographiques IMDb et Allociné,  présentes dans la section « Liens externes ».